# 山根ともお
山根 ともお（やまね ともお、1966年3月18日 - ）は、日本のグラフィックデザイナーである。千葉県出身。日本ファルコムに在籍していた初期のころは「山根朝郎」名義で、ファルコム退職後は「天城秀行」名義で活動していた時期もある。

## 来歴
本郷高校デザイン科在学中は漫研で活動し、アニメーター志望だった。その傍らで田尻智が率いる有名ゲームサークル『ゲームフリーク』に所属しており、『ログイン』誌のビデオゲーム記事にゲーマーとして参加するなどしていた。1985年の高校卒業後に求人誌を見て日本ファルコムに応募、入社後はコンピュータゲームのドット絵などのグラフィックデザインを手がけた。代表作は『ザナドゥ』『イース』、『イースII』。イースIIのオープニングで山根が描いた「振り向くリリア」は当時話題になった。
しかし、『スタートレーダー』完成直後、日本ファルコムとの社内対立により退社し（詳しくは『イースシリーズ#開発の歴史』の項を参照）、その後、当時ハドソンでイースI・II（PCエンジン版）を制作していた岩崎啓眞との出会いをきっかけに、以後は他社で主にPCエンジン用ソフトを幅広く手がけた。

## 手がけた主な作品
- ザナドゥ
- ロマンシア
- ザナドゥシナリオII
- ソーサリアン
- イース
- イースII
- イースI・II（PCエンジン版）
- イースIII（PCエンジン版）
- スタートレーダー
- エメラルドドラゴン
- ヴァトルギウス
- 天外魔境II 卍MARU
- ゲッツェンディーナー
- 聖夜物語
- ネクストキング 恋の千年王国
- ネクロスの要塞
- パンツァーフロント
- 天外魔境 第四の黙示録